# Похилі заряди
Заряди похилі (англ. charges sloping, нім. Schrägladung f) — подовжені заряди вибухової речовини, розташовані паралельно боковій поверхні уступу, кут укосу якого менший 90о.
Відбійка вибухом подовженого заряду полегшується, необхідність у перебурі зменшується, а ступінь подрібнення породи вибухом збільшується по мірі наближення кута укосу уступу і нахилу заряду до 45о.